# هیوستون (پنسیلوانیا)
هیوستون (به انگلیسی: Houston) یک منطقهٔ مسکونی در ایالات متحده آمریکا است که در شهرستان واشینگتن، پنسیلوانیا واقع شده‌است. هیوستون ۱٫۰۶ کیلومتر مربع مساحت دارد.